# Cylichnina canariensis
Cylichnina canariensis is een slakkensoort uit de familie van de Retusidae. De wetenschappelijke naam van de soort is voor het eerst geldig gepubliceerd in 1979 door Nordsieck & Talavera.